# Atanycolus hookeri
Atanycolus hookeri är en stekelart som först beskrevs av Cameron 1907.  Atanycolus hookeri ingår i släktet Atanycolus och familjen bracksteklar. Inga underarter finns listade.